# Ъпдейт
Ъпдейт (на български – обновяване) е дума в компютърната терминология, използвана предимно за означаване на процеса по обновяване на даден софтуер. 

Това може да бъде софтуер на компютри, мобилни телефони, смартфони и всякакви други устройства, работещи със софтуер.

## Цел на процеса
С този процес се подменят стари версии на програмни модули с по-нови преследвайки различни цели. Например най-често става въпрос за сигурността (възможността за нежелан достъп до устройството), отстраняване на програмни грешки с някоя програма или неин модул, въвеждане на нови възможности и функционалност, повишаване бързината на работа на някоя програма и други.